# Ингелебен
Ингелебен (нем. Ingeleben) — община в Германии, в земле Нижняя Саксония.
Входит в состав района Хельмштедт. Подчиняется управлению Хезеберг. Население составляет 415 человек (на 31 декабря 2010 года). Занимает площадь 9,08 км².
| Год  | Население |
| ---- | --------- |
| 1990 | 477       |
| 1995 | 487       |
| 2000 | 452       |
| 2005 | 448       |
| 2010 | 422       |